# Внешняя политика Южной Осетии
Внешняя политика Республики Южная Осетия - взаимоотношения частично признанной Южной Осетии с другими странами и международными организациями. Начало было положено со дня провозглашения независимости по итогу грузино-южноосетинского конфликта (1993).

## Международное признание

### Члены ООН

#### Россия
До своего официального признания участвовала в пятидневной войне на стороне непризнанной Южной Осетии. Вскоре после войны, президентом Российской Федерации Дмитрием Медведевым был издан указ о признании независимости Республики Южная Осетия от Грузии.
9 сентября 2008 года Россия официально установила дипломатические отношения с Южной Осетией.

#### Венесуэла
10 сентября 2009 года на встрече с президентом России Дмитрием Медведевым в Москве Чавес сообщил о признании независимости Абхазии и Южной Осетии.

#### Никарагуа
3 сентября 2008 года президент Никарагуа Даниэль Ортега заявил: «Правительство Никарагуа признаёт независимость Абхазии и Южной Осетии и выражает полное согласие с позицией правительства России, что конфликт должен быть разрешён в ходе мирного диалога с европейскими странами».

#### Науру
15 декабря 2009 года Науру признала независимость Абхазии и Южной Осетии.

#### Сирийская Арабская Республика
29 мая 2018 года Сирия признала независимость Южной Осетии и двумя месяцами позже установила дипломатические отношения.

##### Сирийская оппозиция
С 2011 года в Сирии продолжается гражданская война в связи с чем правительство Башара Асада имеет частичное признание. Часть государств и международных организаций признаёт оппозиционные органы легитимными представителями страны.

### Частично признанные и непризнанные государства

#### Республика Абхазия
Независимость Южной Осетии была признана Абхазией в рамках взаимного признания стран СНГ-2.

#### Приднестровская Молдавская Республика
25 января 2017 Приднестровье признало независимость Южной Осетии.

#### Сахарская Арабская Демократическая Республика
30 сентября 2010 года САДР де-факто признает независимость Южной Осетии.

#### Донецкая Народная Республика
11 мая 2015 года ДНР признала независимость Южной Осетии.

#### Луганская Народная Республика
28 января 2015 года ЛНР признала независимость Южной Осетии.

## Дипломатическая миссия
В настоящее время Южная Осетия имеет пять посольств.

## Международные организации

### Содружество непризнанных государств
В настоящее время Южная Осетия состоит в Содружестве непризнанных государств (СНГ-2).